# Ucheon-myeon
Ucheon-myeon (koreanska: 우천면) är en socken i kommunen Hoengseong-gun i provinsen Gangwon i den norra delen av Sydkorea, 100 km öster om huvudstaden Seoul.